# ساختمان منصور
ساختمان منصور یک منطقهٔ مسکونی در ایران است که در دهستان میشان واقع شده‌است. ساختمان منصور ۵۳ نفر جمعیت دارد.